# Шапка
Шапка или службена капа је врста капе за главу које носе оружане снаге многих држава, као и многе друге униформисане државне и цивилне приватне службе као што су: полицајци, ватрогасци, припадници цивилне заштите, службеници царине, службеници Управе за извршење кривичних санкција, железничари, поштари, службеници авио-компанија, рецепционари, службеници приватног обезбеђења итд. У почетку се правила од полиране коже, али се данас све више прави од јефтиније синтетичке замене.
Остале главне компоненте су испуске (ивице), борт (трака), подбрадник, сунцобран и ознаке. На шапки се обично налази амблем за капу и вез пропорционално рангу за војску. Овакве капе се разликују зависно од вида војске обично је бела за морнарицу, плава за ваздухопловство и зелена за копнену војску.
У британској војсци, сваки пук и корпус имају различиту значку. У Оружаним снагама Сједињених Држава, стандард за капу је уједначен у свим гранама службе, иако различите варијанте користе различите класе ранга.

## Галерија
- Шапка
службеника
белгијскe царинске службе
- Шапка
официра
Америчке ратне морнарице
- Шапка
маршала
Совјетског Савеза